# Baraghida
Barak Atlı (tiếng tiếng Thổ Nhĩ Kỳ: Barak Atlı, tiếng Ả Rập: برق أطلي), Baragite (tiếng Ả Rập: برقيتا, đã Latinh hoá: Barāgīta) hoặc Baraghida (tiếng Ả Rập: براغيدة, đã Latinh hoá: Barāghīdah) là một ngôi làng ở phía bắc tỉnh Aleppo, tây bắc Syria. Nằm ở giữa Azaz và al-Rai, khoảng 45 kilômét (28 mi) về phía bắc thành phố Aleppo và 4 km (2,5 mi) về phía nam biên giới với tỉnh Kilis của Thổ Nhĩ Kỳ, ngôi làng thuộc sự quản lý hành chính của Nahiya Sawran ở quận Azaz. Các địa phương lân cận bao gồm Kafr Ghan 3 km (1,9 mi) về phía tây, Dudiyan 7 km (4,3 mi) về phía đông và Sawran 8 km (5,0 mi) về phía nam. Trong cuộc điều tra dân số năm 2004, Baraghida có dân số 995.